# Andy Osnard
Andy Osnard, de son vrai nom Andrew Osnard, est un personnage de fiction inventé par l'écrivain britannique John le Carré dans son roman Le Tailleur de Panama et interprété à l'écran par Pierce Brosnan dans le film réalisé en 2001 par John Boorman, Le Tailleur de Panama.

## Résumé
Andy Osnard est un espion britannique paresseux et vénal qui, en mission à Panama, va faire la rencontre de Harold Pendel, un tailleur qu'il va faire chanter sur son passé pour obtenir des renseignements. Mais les informations fournies par le tailleur bien que vraisemblables se révèlent en réalité être fausses, mensonges qui ne seront pas sans conséquence sur le destin d'Andy Osnard et de son entourage.